# سعدالدین کوپک
سعدالدین کوپک (عربی: سعد الدین کوبک بن محمد، سعدالدین کوپیک بن محمد؛ ترکی استانبولی: Sadettin Köpek، درگذشت ۱۲۳۸) مدیر دربار تحت فرمان دو سلطان سلجوقی روم در قرن ۱۳بود و به دلیل نقش غیرمستقیم خود در اطاعت  سلطنت سلجوقیان روم از امپراتوری مغول به دلیل بی وفایی و اهدافش برای کسب قدرت بیشتر  , در دوره‌های اغتشاش قرن سیزدهم آناتولی معروف بود.او به عنوان استاد شکار و وزیر کار در زمان کیقباد اول خدمت نمود و بعد از این مقام، بر ساخت کاخ کوبادآباد در ساحل دریاچه بی‌شهیر نظارت کرد و سپس در دربار غیاث الدین کیخسرو دوم بعنوان وزیر اعظم خدمت نمود. وی پس از شورش علیه کیخسرو دوم توسط رهبر ایل قایی ارطغرل غازی به قتل رسید

## زندگی‌نامه
کوپک، به نام مشاور جانشین کیقباد، کیخسرو دوم، نفوذ خود را به میزان قابل توجهی افزایش داد. نخستین اهداف او ضمانت سلطنت سلطان نو بود. وی دو برادر ناتنی کیخسرو را به همراه مادرشان، شاهزاده ایوبی، خفه نمود، ولی موفق نشد، بعداً توسط حسام الدین قراجه کشته شد، و به دلیل خیانت به دیوارهای کاخ سلجوقی به اعدام شد. همچنین واضح بود که وی خواستار تاج و تخت سلجوقی بوده و با مغولان ارتباط برقرار کرده‌است. وی به وفاداری خوارزمیان، پیروان باقیمانده جلال الدین منگوبرتی که کیقباد در قلعه‌های مختلف آناتولی استقرارکرده بود، شک داشت و رهبر آنان، کرخانی معین، را به زندان انداخت. خوارزمیان پست‌های خود را رها نمودند و به دیار مُدر گریختند و در آن مکان به ایوبیان برای کار به نام مزدور درخواست کردند. بدگمانی کوپک، سلطان نشین را از سربازان کارکشته در زمان تهدید خارجی و بی‌ثباتی داخلی بی نصیب نمود.

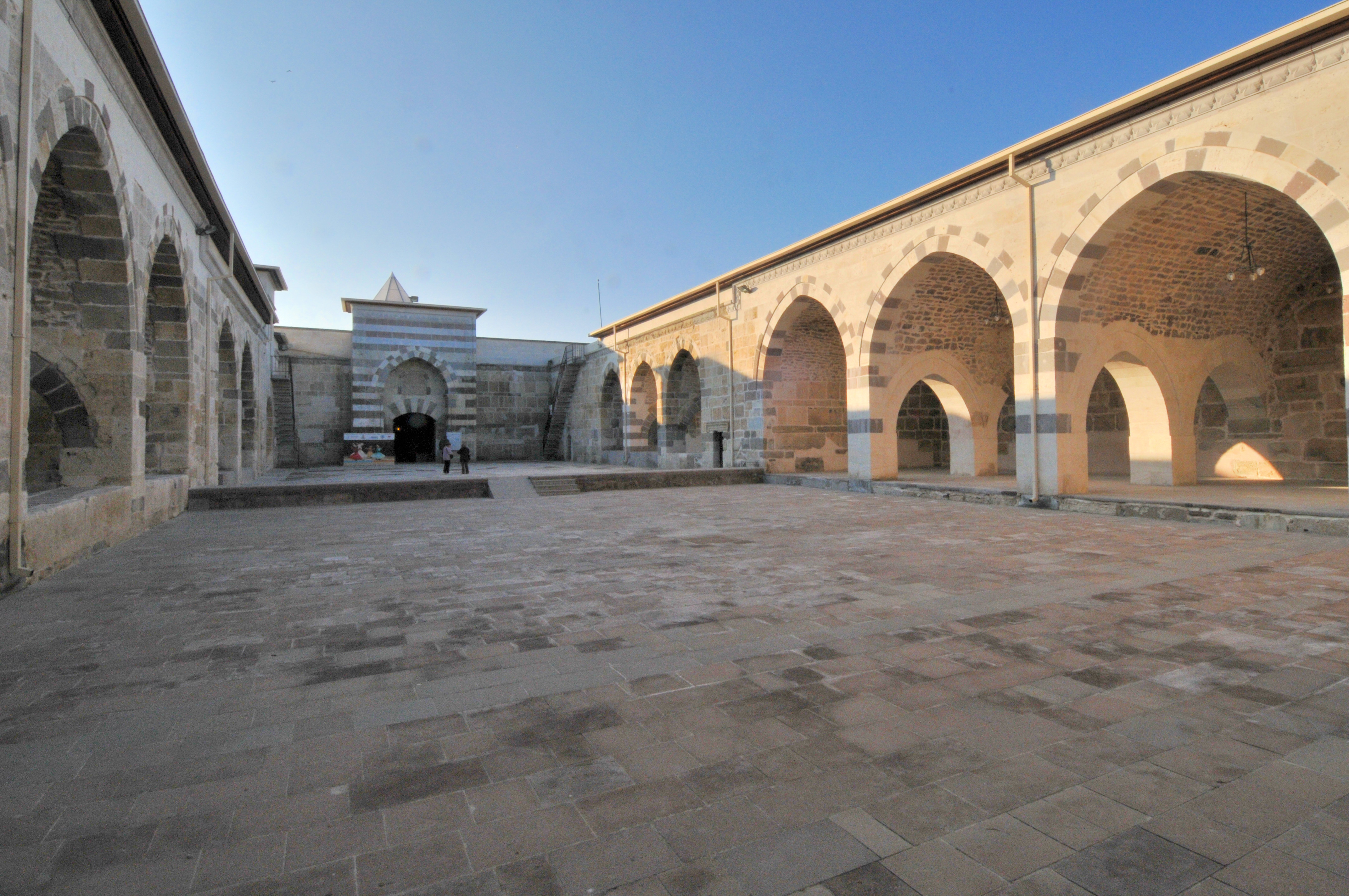
«زازادین هان» ساخته سعدالدین کوپک

کاروانسرایی که توسط سعدالدین کوپک در تاریخ ۱۲۳۵ تا ۱۲۳۷ ساخته شد نزدیک به۲۲ کیلومتر (۱۴ مایل)) باقی مانده‌است. از قونیه در جاده آکسارای. این کاروانسرا که به زازالدین هان مشهور است، دارای دو کتیبه می‌باشد: یکی به اسم کوپک به نام بانی و به تاریخ ۱۲۳۵–۱۲۳۶، آن دیگری حاکی از حمایت کیقباد اول و کیخسرو دوم می‌باشد.

## در فرهنگ عامه
در مجموعه تلویزیونی ترکی قیام ارطغرل، سعدالدین کوپک توسط بازیگر ترک، مورات گاریپاغا اوغلو به رخ کشیده. در سریال، اسم سعدالدین کوپک به ترکی به عنوان Sadettin Köpek است و به نام یک خائن نشان داده می‌شود و در نهایت توسط قهرمان داستان، ارطغرل، گردن زده می‌شود.